# Drei Chinesen mit dem Kontrabass
Drei Chinesen mit dem Kontrabass ist ein Kinderlied, das seit der Mitte des 20. Jahrhunderts im gesamten deutschen Sprachraum verbreitet ist. Das Lied kann auch als musikalisches und sprachliches Kinderspiel betrachtet werden: Der Unsinnstext zielt vor allem darauf ab, dass er in bunter Folge mit möglichst vielen Selbstlauten (Vokalen), Zwielauten (Diphthongen) und Umlauten der deutschen Sprache versehen wird. Die Spielregel verlangt, dass alle Selbstlaute beim Wiederholen des Textes gegen jeweils einen einzigen ausgetauscht werden müssen.

## Melodie
Die für das Lied heutzutage gebräuchlichste Melodie lautet folgendermaßen (wobei geringfügige, vor allem rhythmische Abweichungen etwa in der Behandlung der punktierten Viertelnoten im Kontext des Volksliedes nicht ungewöhnlich sind):

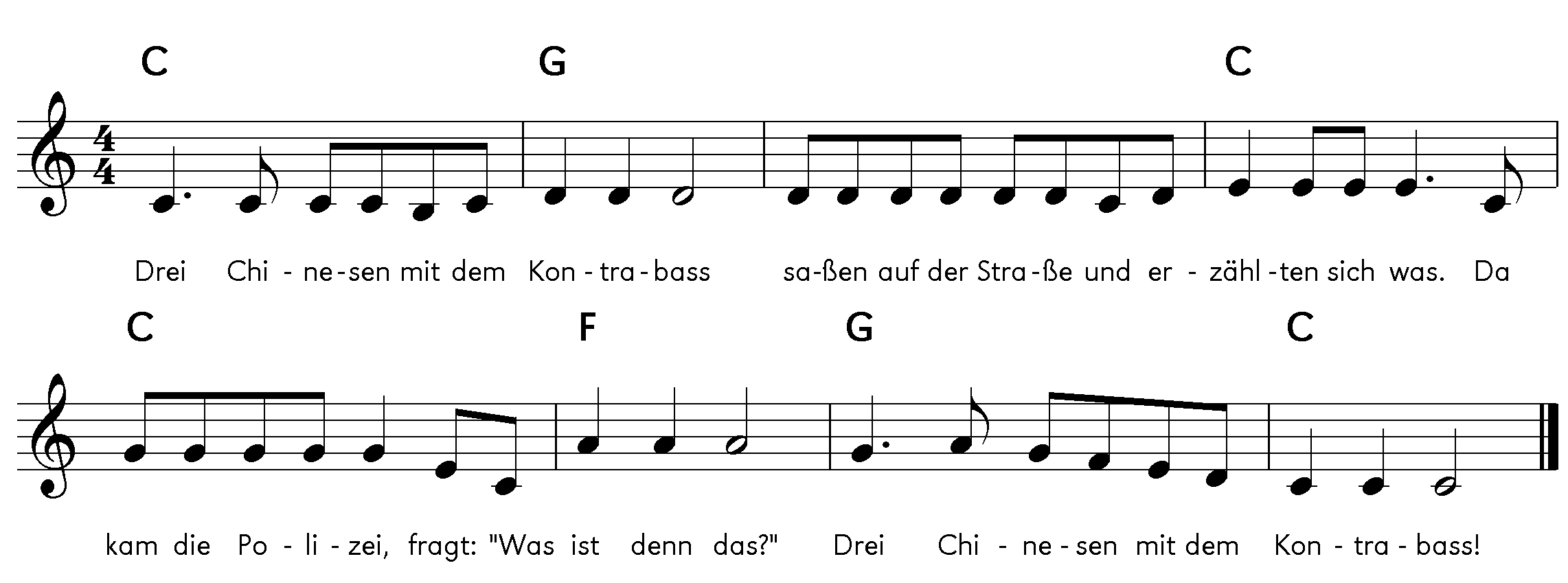
Die Ausgangsstrophe

In der Deutschschweiz und den angrenzenden deutschsprachigen Regionen, vor allem Westösterreich, wird bis heute gerne eine andere Melodie gesungen, die früher auch in Deutschland bekannter war, dort inzwischen aber fast vollständig verdrängt ist:

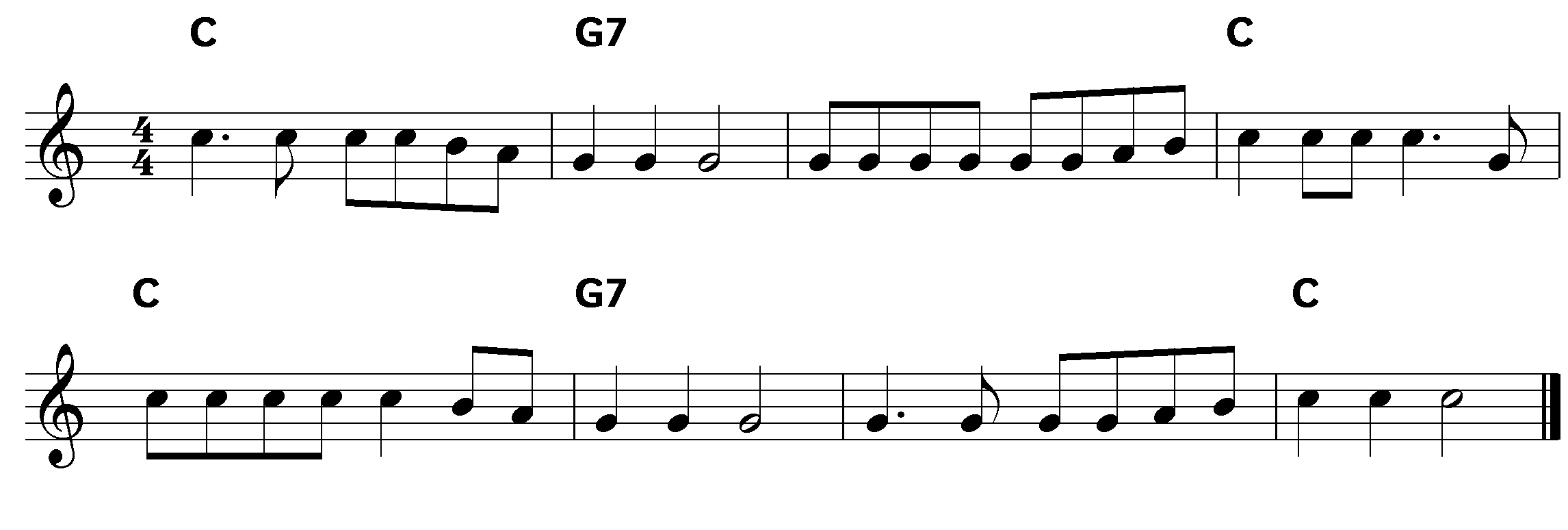
„Schweizer Version“ der Drei Chinesen

Diese Melodie kommt also nicht nur mit einer noch schlichteren Harmonik aus, sie arbeitet auch mit einem noch engeren Tonumfang (Ambitus): Dieser beträgt eine Quarte anstelle der kleinen Septime in der „deutschen“ Version. Die Begleit-Akkorde sind nur Tonika und Dominante.

## Text und Spielregel
In der ersten Strophe wird der Text in korrektem Deutsch, also ohne Vokalaustausch, vorgestellt:
Drei Chinesen mit dem Kontrabass

saßen auf der Straße und erzählten sich was.

Da kam die Polizei, fragt ‚Was ist denn das?‘

Drei Chinesen mit dem Kontrabass.
Auf diese „originale“ Eröffnungsstrophe folgen acht „Variationen“. Die Spielregel lautet nun, in diesen Folgestrophen alle Selbstlaute durch einen einzigen zu ersetzen, und zwar in der Reihenfolge A, E, I, O, U, Ä, Ö, Ü. Es sind auch kompliziertere Varianten gebräuchlich, die darüber hinaus die Diphthonge verwenden. Wer einen „Fehler“ macht (d. h. vergisst, einen Selbstlaut entsprechend der Regel zu ersetzen), muss je nach Vereinbarung eine Strophe oder das komplette Lied wiederholen beziehungsweise scheidet aus.
Eventuell ruft jemand zwischen den Strophen das Wort „nochmal!“ mit Vokalaustausch (also nachmal, nechmel usw.), um auf den entsprechenden Vokal hinzuweisen.
Nach dieser Regel muss die zweite Strophe also auf folgenden Text gesungen werden:
Dra Chanasan mat dam Kantrabass

saßan af dar Straßa and arzahltan sach was.

Da kam da Palaza, fragt ‚Was ast dann das?‘

Dra Chanasan mat dam Kantrabass.

## Geschichte des Liedes
Wie bei vielen Musikstücken dieser Art sind zuverlässige Quellen über den genauen Ursprung und den oder die Urheber von Text und Melodie so gut wie nicht greifbar: Die GEMA führt das Lied als „im Original urheberrechtlich freie Volksweise“.
Die Drei Chinesen sind jedoch ein Volkslied relativ jungen Datums, selbst die direkten Vorläufer lassen sich nicht weiter als in die Zeit kurz vor dem Ersten Weltkrieg verfolgen. Auffallend ist die für ein lebendiges und weitverbreitetes Phänomen der Alltagskultur bemerkenswert dünne Forschungslage.

### Herkunft von Text und Melodie

#### Text
Die vorhandenen Quellen legen eine Herkunft aus dem Nordosten des ehemaligen deutschen Sprachgebietes nahe. In der heutzutage üblichen Version des Liedes sind drei Chinesen die Protagonisten; eine Vorform dieser Textvariante ist erstmals 1922 in Estland nachweisbar, wo es zu dieser Zeit noch eine kulturell einflussreiche Minderheit von Deutsch-Balten gab.
In der Zeit vor dem Zweiten Weltkrieg spricht der Liedtext in der Mehrzahl der greifbaren Versionen von Japanern (aus rhythmischen Gründen meist in der älteren Nebenform Japanesen). Diese Textvariante ist erstmals 1909 in Pommern nachweisbar. Die Anzahl konnte je nach Region variieren, so ist aus Schlesien eine frühe Version mit zehn und aus dem Kreis Büren eine mit zwanzig Japanern aus der Zwischenkriegszeit überliefert. Es gibt frühe Varianten, die von „Japanern ohne Pass“ handeln und damit Ressentiments gegen Zugereiste beinhalten. Da diese Änderung dem ansonsten unsinnigen Text einen gewissen Sinn verleiht, könnte es sich dabei um eine wohlmeinende Korrektur für den nicht sinnvoll zu erklärenden „Bass“ handeln.
In manchen Gegenden der Schweiz ist der Text mit den Japanern noch heute bekannt. Eine originelle Variante aus dem Tessin, welche jede Strophe um einen abschließenden Jodler ergänzt, lässt die Asiaten nicht mit, sondern ohne Kontrabass auf der Straße sitzen. Dies könnte auf die Variante mit dem Pass zurückgehen.
Die präzisere Instrumentenbezeichnung scheint erst nach 1930 in allgemeinen Gebrauch gekommen zu sein. Hierbei könnte eine Rolle spielen, dass sich das Wort Kontrabass rhythmisch und metrisch eleganter in das Gefüge des Texts einpasst als das einsilbige Bass. So enthält beispielsweise das Liederbuch Der Kilometerstein in der von Gustav Schulten herausgegebenen Edition (Potsdam, 1934) noch den „Bass“, die Mainzer Ausgabe aus dem Jahr 1941 von Ludwig Voggenreiter schreibt bereits „Kontrabass“.
In einer für Volkslieder charakteristischen Weise stimmen die überlieferten Versionen so gut wie nie vollkommen überein. Das überrascht insbesondere bei einem Spiellied wenig, dessen Idee die Variation des Textes ist. Fast jedes einzelne Wort des Textes der Drei Chinesen wurde einmal verändert. Es kann einmal „spielten“, „standen“, „liefen auf der Straße“ heißen, während dabei „verzapft“ oder „gesungen“ wird, und schließlich kann die kleine Szene auch bei einem Spaziergang „durch den Wald“ stattfinden.
Erst seit ungefähr 1970 bietet eine Mehrzahl der Gebrauchsliederbücher für Kinder die Version von Text und Melodie, wie sie im ersten Notenbeispiel dargestellt ist. Dies ist zu einem großen Teil auf den wachsenden und vereinheitlichenden Einfluss der Massenmedien zurückzuführen, in diesem Fall vor allem Rundfunk und Fernsehen, die die 1966 vom Gesangstrio Medium-Terzett eingespielte Hitversion des Liedes im gesamten deutschen Sprachraum verbreiteten.

#### Melodie
Die beiden eingangs dargestellten Melodien sind im Wesentlichen nachweisbar, seit das Lied überliefert ist, teilweise wurden auch Wendungen aus beiden Versionen vermischt. So ähneln die pommersche und die estnische Variante dem „Schweizer“ Modell, während man weiter im Westen zu der Version zu neigen schien, die oben als die „deutsche“ Variante vorgestellt wurde. Allgemein lässt sich aber sagen, dass fast alle älteren Versionen melodisch, aber zum Teil auch harmonisch und rhythmisch anspruchsvoller sind, als dies heute praktiziert wird: Beispielsweise sang man früher an einzelnen Stellen noch Dreiklangs-Arpeggien aus, verlangte größere Intervallsprünge oder wich in komplexere Akkorde aus.
Wie es zu der graduellen Vereinfachung des melodischen Materials kam, ist im Einzelnen nicht belegbar. Der heute gebräuchliche enge Tonumfang (in beiden Versionen im Wesentlichen der für textorientierte „Sprechlieder“ typische Quintraum) passt jedoch zur Beliebtheit des Liedes als Sprachspiel, als das es im pädagogischen Bereich (etwa in Kindergarten und Vorschule) eingesetzt wird.

### Herkunft und Entwicklung der Spielidee
Die Verbindung des Liedes mit der Spielidee des Vokalaustausches hat nicht von Anfang an bestanden. Bei der Variation des Textes waren nicht immer die Vokale der zu verändernde „Parameter“, vielmehr gab es auch Varianten, die das Lied zum Zahlenspiel machten.

#### Als Zahlenspiel
Die bereits erwähnte pommersche Version von 1909 lässt die Anzahl der „Musiker“ in jeder Strophe kontinuierlich steigen, also Zwei Japanesen mit dem Bass …, Drei Japanesen … und so weiter. Auch die in Bischofswerda aufgezeichnete und 1913 von Georg Winter veröffentlichte Fassung Ein Japanese mit dem Bass ist als Kreisspiel entworfen (die Kinder singen also im Kreis stehend oder sitzend) und verändert die Vokale nicht, zählt aber bei jeder Strophe die Zahl der abgeschlagenen Kinder hoch. Die zu diesem Kreisspiel überlieferte Regel lautet:

„Die Spielenden stehen im Kreise. Ein Kind geht etwas schnell um den Kreis. Bei ‚zwei Japanesen‘ schlägt es ein Kreiskind, das ihm folgt. Wird fortgesetzt, bis alle geschlagen sind.“

Bei Karl Wehrhan ist eine Variante des Kreisspiels zum Text „Ein Chinese mit dem Bass, Bass, Bass“ überliefert.
Auch das Herunterzählen von einer gegebenen Anzahl, also beispielsweise Zehn oder Zwanzig, wurde in der Art des Kindergedichts von den „Zehn kleinen Negerlein“ praktiziert.

#### Vokalaustausch
Die Spielidee, die auf dem Austausch der Vokale des Textes beruht, ist spätestens seit 1934 in schriftlicher Form nachweisbar, wiederum in der erwähnten Potsdamer Ausgabe des Liederbuchs Der Kilometerstein. Der 1925 in Berlin geborene und 1933 aus Deutschland emigrierte Chinese Han Sen verweist in seiner Autobiographie auf seine Kenntnis des Liedes, was untermauert, dass die heute noch übliche Version des Liedes zumindest im Berlin der frühen 1930er Jahre einschließlich der Spielregel mit dem Vokalaustausch bereits gängig war.
Dass das Kinderlied während der „Goldenen Zwanziger Jahre“ innerhalb kurzer Zeit zu großer Bekanntheit gelangte, passt zum kulturellen Kontext dieser Epoche, einer Blütezeit des deutschen Schlagers. Ein Großteil seiner Künstler – darunter beispielsweise die Comedian Harmonists – trugen immer wieder Songs mit Unsinnstexten vor, denen bis heute vielfach eine Verwandtschaft zum Dadaismus nachgesagt wird. Außerordentlich häufig besteht die eigentliche Pointe solcher Lieder in der verblüffenden Kombination von Worten, die im Zusammenhang zwar kaum einen Sinn ergeben, aber amüsant klingen.

## Sprachliche Verbreitung
Nicht unwahrscheinlich ist, dass der Vokalaustausch ursprünglich von musikalischen Sprachspielen angeregt wurde, wie sie unter Kindern im romanischen Sprachraum seit langem gebräuchlich sind. So gibt es in Spanien das Lied La mar estaba serena (auch: salada), welches das Prinzip des Vokalaustauschs in genau der für die Drei Chinesen geschilderten Weise anwendet. In Italien wurde das ursprünglich patriotische Lied Garibaldi fu ferito mit verändertem Text und neuer Melodie zu einem Kinderlied, das ebenfalls in seinen Variations-Strophen die Vokale austauscht. Aus Frankreich stammt ein vergleichbares Lied mit einem recht komplizierten Unsinnstext, dessen erste Zeile Buvons un coup, ma serpette est perdue lautet. Englischsprachige Kinder lernen im Vorschulalter häufig das Lied I like to eat apples and bananas, in dem jedoch meist nur die Vokale der im Text wichtigsten Wörter ausgetauscht werden.
In Skandinavien haben sich „Übersetzungen“ des deutschen Kinderliedes seit Mitte des vergangenen Jahrhunderts verbreitet: In der dänischen und norwegischen Version sitzen tre små kinesere, also drei kleine Chinesen, auf dem Højbro-Platz in Kopenhagen und musizieren wiederum auf einem Kontrabass, während eine schwedische Variante ein anderes Musikinstrument einführt, nämlich die Klarinette.
Über Auswanderer und Flüchtlinge aus dem deutschen Sprachraum hat das Lied auch seinen Weg nach Israel gefunden, die hebräische Fassung des Textes (שניים סינים עם כינור גדול, Shenayim sinim im kinor gadol) lehnt sich an die deutsche Vorlage an. Dass in Israel nur zwei (dies die Bedeutung von shenayim) Chinesen im Spiel sind, liegt offensichtlich daran, dass das hebräische Zahlwort für drei, שלושה (shelosha), sich in diesem Fall nur schwer an das Metrum anpassen lässt. Aus ähnlichen Gründen finden wir die archaisierende Wortbildung kinor gadol („große Geige“), die an das im süddeutschen Sprachraum übliche Bassgeige oder das ungarische nagybőgő erinnert. Im modernen Hebräisch ist jedoch, wie in den meisten Sprachen, קונטרבס (kontrabas) die gängige Bezeichnung für das Instrument. Da die Spielidee im Hebräischen ebenso gut funktioniert wie im Deutschen, lernen auch israelische Kinder die Vokale ihrer Muttersprache anhand des Liedes zu unterscheiden. Seit den 70er Jahren wurden die Shenayim sinim von verschiedenen Künstlern auf Schallplatte beziehungsweise CD eingespielt.
Von türkischstämmigen Kindern im deutschen Sprachraum wurde die dem Lied zugrunde liegende musikalische und spielerische Idee Anfang des 21. Jahrhunderts adaptiert, wobei das ursprüngliche melodische Material teils beibehalten, in anderen Fällen aber auch recht freizügig umgestaltet wurde. Da die türkische Sprache im Gegensatz zum Deutschen das Phänomen der Vokalharmonie kennt, verschieben sich in den Formen der Akkulturation nicht nur die „Aufgabenstellung“, sondern auch die spielerischen Möglichkeiten zum Teil beträchtlich. In Sprachen wie dem Türkischen ist die semantische Funktion der Vokale erheblich ausgeprägter als im Deutschen. Während der deutsche Text der Drei Chinesen trotz des Vokalaustauschs immer erkennbar bleibt und in seiner Bedeutung, so unwesentlich diese auch sein mag, keine Veränderung erfährt, experimentierten die türkischen Kinder auch mit Möglichkeiten der Bedeutungsverschiebung.

## Kritik
Seit 2011 wurde dem Liedtext vorgeworfen, er unterstelle den Chinesen Kulturferne und zeige sie mit diskriminierenden Verhaltensweisen. Der Text könne als Rassismus in einem Kinderlied gedeutet werden.
Im Mai 2016 wurde der geplante Auftritt eines Kinderchors mit diesem Lied in der ORF-Sendung Kärnten Heute vom Redakteur der Sendung wegen des „politisch nicht korrekten“ Textes nicht genehmigt.

## Weitere Verbreitung

### Pädagogik
Um auf die Bedeutung der Vokale für das Aussprechen der Wörter aufmerksam zu machen, werden im Deutschunterricht der Primarstufe Texte, Kinderreime oder Sprechverse, ohne Vokale oder mit vertauschten Vokalen eingesetzt. Drei Chinesen mit dem Kontrabass eignet sich für sprachspielerische Artikulationsübungen, weil die Kinder es in der Regel gern singen. Das Lied wird dann mit allen Vokalen und Zwielauten durchgespielt. Die Isolation der Vokale verdeutlicht den Schülern den grundlegenden Unterschied zwischen Vokalen und Konsonanten, deshalb findet man die Drei Chinesen auf CDs für den Unterricht, in Lese-, Sprach- und Schulmusikbüchern sowie in fachdidaktischen Werken für den Deutschunterricht.